# Bazaar (소프트웨어)
Bazaar(이전에는 Bazaar-NG였고, 명령 줄 도구는 bzr)는 캐노니컬이 지원하는 분산 버전 관리 도구이다. 누구나 쉽게 자유 소프트웨어, 오픈 소스 소프트웨어 프로젝트에 기여할 수 있도록 설계되었다.
Bazaar는 파이썬으로 만들었고, GNU/리눅스 배포판과 OS X, 마이크로소프트 윈도우에서 사용할 수 있는 패키지가 있다. Bazaar는 자유 소프트웨어와 GNU 프로젝트의 한 부분이다.

## 같이 보기
- Git
- 머큐리얼
- 버전 관리
- 분산 버전 관리